# Мантейфель, Тадеуш
Тадеуш Мантейфель-Цёге (пол. Tadeusz Manteuffel-Szoege, 5 марта 1902 — 22 сентября 1970) — польский историк-медиевист. Хабилитованный доктор (1930), профессор (1951); член-корреспондент ПАН (1952).

## Биография
Родился в городе Режица (ныне Резекне, Латвия). Потомок одной из ветвей древнего рыцарского рода Цёге фон Мантейфель. Учился в варшавской гимназии Хжановского, гимназии «Macierzy Polskiej» в Петрограде, в 1919 году окончил гимназию имени Замойского в Варшаве. Изучал историю в Варшавском университете, однако в 1920 году прервал обучение — добровольцем участвовал в польско-советской войне. Был тяжело ранен, потерял правую руку. После демобилизации продолжил учёбу, готовил дипломную работу в семинаре профессора Я.-К. Корвина-Кохановского, впоследствии — профессора Н. Гандельсмана, под руководством которого защитил докторскую диссертацию (1924). Отбыл двухгодичную стажировку во Франции, Италии и Великобритании. После возвращения в Польшу работал в Архиве Общественного образования в Варшаве (Archiwum Oświecenia Publicznego), вёл в Варшавском университете просеминар по истории средневековой Франции.
После годового пребывания в Париже и Гейдельберге начал преподавать в Варшавском университете историю Франции и начала феодализма. Был деятелем Общества любителей истории (Towarzystwо Miłośników История), секретарем и организатором 7-го Международного конгресса исторических наук в Варшаве (1931; см. Международные конгрессы исследователей истории и смежных наук). С 1936 года — член-корреспондент Варшавского научного общества (Towarzystwо Naukowe Warszawskie). Исследовал историю государства франков, посвятив ей монографии: «Polityka unifikacyjna Chlotara II» (1925) и «Teoria ustroju feudalnego według Consuetudines Feudorum XII—XIII w.» (1930). Желая всесторонне осветить функционирования средневековых обществ, обратил внимание на тогдашнюю культуру; занимался также городами Западной и Центральной Европы. В конце 1930-х годов попытался создать синтеза из истории европейского средневековья, но замысел осуществил лишь частично, опубликовав очерк «История раннего средневековья» («Dziejе wczesnego średniowiecza», 1938).
После начала Второй мировой войны и поражения Польши в ноябре 1939 перешел на работу до варшавского Архива документов новейшей эпохи (Archiwum Akt Nowych). Во время гитлеровской оккупации прилагал немало усилий по спасению польского культурного наследия (сборников Архива Общественного образования и Архива документов новейшей эпохи и библиотеки Института истории Варшавского ун-та). С 1940 работал в нелегальном Союзе вооруженной борьбы (Związеk Walki Zbrojnej), впоследствии тайно сотрудничал с Бюро информации и пропаганды подпольной Армии Крайовой, был секретарем редакции конспирационной двухнедельника «Wiadomości Polski» (псевдоним Sey); по совету профессора Н. Гандельсмана организовал историческую секцию тайного Варшавского университета, одновременно продолжал изучать историю средневековой культуры. Под угрозой ареста с июля 1944 перешел на нелегальное положение.
После войны начал восстановление Варшавского университета, где уже 15 июля 1945 начал свой семинар. 1 сентября 1945 получил звание экстраординарного профессора. Одновременно восстанавливал научная жизнь и образование, в частности, вел курсы для преподавателей истории. Был членом академии наук (Polskiej Akademii Umiejętności; с 1949). В 1951 году получил звание ординарного профессора. Был председателем Польского исторического общества (1950—53).
Организаторская и преподавательская работа ограничивала его собственную научную деятельность, однако Мантейфель-Цёге вернулся в предвоенных планов и в 1958 году напечатал большую работу «Всемирная история: Средневековье» («Historia powszechna: Średniowiecze»; многочисленные переиздания в последующие годы — 16-е изд., доп., Варшава, 2005). Одновременно продолжал исследовать средневековую культуру. Во 2-й половине 1940-х годов создал коллектив по подготовке исторической энциклопедии. Однако эта работа натолкнулась на острую критику власти, а весь тираж 1-го тома энциклопедии 1949 был уничтожен.
Когда в 1950-х годах в польский исторической науке, наряду с фальсификациями прошлого, возобладал вульгарно-марксистский метод, Мантейфель-Цёге решил дистанцироваться от официальной историографии и спасать то, что возможно было спасти. Далее работал в Варшавском университете (в частности, был директором университетского Института истории в 3-м томе трудов которого 1948 напечатана ценная монография Г. Яблоньского «Polska autonomia narodowa na Ukrainie 1917—1918») и в Польском историческом обществе. В 1951 году был соучредителем Польской АН (ПАН; вместо ликвидированной властями Polskiej Akademii Umiejętności), с 1952 — член-корреспондент ПАН. Был основателем и первым директором Института истории ПАН (1953—70).
С середины 1950-х годов возобновились и приобрели регулярный характер контакты советских историков с польскими коллегами, в частности, ученых Института истории АН УССР с учеными Института истории ПАН, руководителем которого был Мантейфель-Цёге. Так, в апреле 1957-го профессор В. Голобуцкий принимал участие в обсуждении макета 2-го тома «Истории Польши», которое состоялось под председательством Мантейфеля-Цёге в Институте истории ПАН в Варшаве.
На всех должностях защищал интересы подлинной науки от конъюнктурного вмешательства и старался подбирать соответствующие научные кадры. Помогал в этом его собственный непререкаемый авторитет в научном сообществе. Жизненные испытания вызвали болезнь сердца, вследствие которой он вынужден был в 1955 году оставить пост директора Института истории Варшавского университета, оставшись в то же время профессором этого учебного заведения. В 1968 году после властного запрета совмещать научную и преподавательскую деятельность, оставил Варшавский университет и в дальнейшем работал только в Институте истории ПАН, который ныне носит его имя.
Умер в Варшаве.

## Публикации
- Polityka unifikacyjna Chlotara II. Warszawa, 1925;
- Teoria ustroju feudalnego według Consuetudines Feudorum XII—XIII w. Warszawa, 1930;
- Uniwersytet Warszawski w latach 1915/ 16-1934/35: Kronika. Warszawa, 1936;
- Uniwersytet Warszawski w latach wojny i okupacji: Kronika 1939/40—1944/45. Warszawa, 1948;
- Papiestwo i cystersi ze szczególnym uwzględnieniem ich roli w Polsce na przełomie XII и XIII wieku. Warszawa, 1955;
- Średniowiecze powszechne: Do schyłku XV wieku. Warszawa, 1958;
- Z dziejów podziemnego Uniwersytetu Warszawskiego. Warszawa, 1961;
- Narodziny herezji: Wyznawcy dobrowolnego ubóstwa w średniowieczu. Warszawa, 1963, 1964;
- Polska pierwszych Piastów: Państwo, społeczeństwo, kultura. Warszawa, 1968;
- Kultura Europy średniowiecznej. Warszawa, 1974;
- Historyk wobec история: Rozprawy nieznane, письма drobne, wspomnienia. Warszawa, 1976.